# Samuel Neaman Institute
Samuel Neaman Institute pro výzkum národní politiky je izraelský institut pro výzkum technologií, životního prostředí a státní politiky. Instituce byla založena v Haifě na Technionu v roce 1978 z iniciativy Šmuela Naamana a z jeho finančního daru, včetně jeho pozůstalosti určené pro fond na její provoz, s cílem pomoci v otázkách politického výzkumu v oblasti hospodářského, vědeckého a sociálního rozvoje Izraele.
V roce 2022 navázal institut spolupráci s Česko-izraelskou smíšenou obchodní komorou (ČISOK), jejímž cílem je vytvoření nezávislého multioborového think-tanku zaměřeného na řešení otázek strategického národního zájmu obou zemí.